# Kono Subarashii Sekai ni Shukufuku o!
Kono Subarashii Sekai ni Shukufuku o! (japonès: この素晴らしい世界に祝福を!, lit. ‘Benediccions per a aquest món meravellós!’), més conegut de manera escurçada com a KonoSuba! (このすば), és una sèrie de novel·les lleugeres escrites per Natsume Akatsuki i il·lustrades per Kurone Mishima. Originalment KonoSuba es va publicar en format novel·la web a Shōsetsuka ni Narō entre desembre de 2012 i octubre de 2013, i més endavant es va publicar en format de novel·les lleugeres impresa per Kadokawa Shoten amb el segell Kadokawa Sneaker Bunko de la companyia d'octubre de 2013 a maig de 2020. La sèrie de novel·les lleugeres presenta una trama divergent.
També hi ha hagut dues sèries spin-off de la novel·la lleugera, titulades Kono Subarashii Sekai ni Bakuen o! (この素晴らしい世界に爆焔を!) i Kono Kamen no Akuma ni Sōdan o! (この仮面の悪魔に相談を!). Una adaptació a manga il·lustrada per Masahito Watari, va començar a publicar-se en lliuraments a partir del 9 de setembre de 2014 a la revista de manga shōnen Dragon Age.
Una adaptació a sèrie d'anime fou produïda pel Studio DEEN i dirigida per Takaomi Kanasaki, i va ser emesa entre el 13 de gener i el 16 de març de 2016. Un OVA fou publicat juntament amb el novè volum de les novel·les lleugeres. Se'n produí una segona temporada, que fou emesa entre el dia 11 de gener i el 15 de març de 2017. Una altra OVA va ser publicada juntament amb el desè segon volum de les novel·les lleugeres.

## Argument
En Kazuma Satō és un hikikomori que viu en una zona rural del Japó. Un dia, surt de casa decidit a anar a comprar tan ràpid com pugui un videojoc. Quan torna cap a casa, veu una noia que està a punt de ser atropellada per un “camió” i, per tal de salvar-la heroicament, s'hi llança al davant, cosa que causa la seva mort. En realitat, però, no mor atropellat, sinó per la por que l'atropellés el camió. De fet, no era ni tan sols un camió, sinó un tractor que passava, el conductor del qual saludava a una noia que tampoc necessitava cap ajuda. Aquesta mort és proclamada com a patètica, ja que tant els metges que en fan l'autòpsia com la família del difunt se'n burlen.
En Kazuma es desperta màgicament en una sala desconeguda, on troba una deessa anomenada Aqua que li ofereix, després de burlar-se també de la seva ridícula mort, donar-li una nova vida en un univers paral·lel i de fantasia. En aquest indret el protagonista tindrà aventures, s'enfrontarà a monstres terribles, aprendrà poderosos encanteris i haurà de derrotar un rei dimoni que és el governant d'aquest món, cosa que li permetrà proclamar-se "l'heroi entre heroïs". Abans de reencarnar-se, l'Aqua li ofereix regalar-li una arma, habilitat o objecte (de fet qualsevol cosa, fins i tot un ésser viu) que l'ajudi al llarg de l'aventura. En Kazuma, avergonyit i summament irritat per les burles de la deessa, accepta l'oportunitat i, en un acte de revenja, la tria a ella de regal. Per tant, la deessa l'haurà de servir en el nou món. El protagonista pensa que gràcies a les seves habilitats divines li serà més fàcil progressar en l'aventura. Malgrat això, ràpidament s'adona que ha comès un greu error i que la deessa té una intel·ligència molt per sota de la mitjana, motiu pel qual no li serveix d'ajuda com s'esperava. És per això que decideix tractar-la per sempre d'inútil. Al cap de poc, descobreix que la vida d'un heroi de fantasia no és el que imaginava, i que ha de treballar cada dia perquè li paguin prou per a poder menjar i tenir un lloc on dormir.
Al llarg de l'aventura, en Kazuma aconsegueix formar un equip, format per: una arxiprestessa (l'Aqua), la qual prefereix atacar en comptes de guarir i que únicament s'esforça a aprendre trucs per fer festes; una arximaga (Megumin), que és una nena dramàtica que posseeix el millor i més poderós dels encanteris ofensius, però que només el pot fer servir una vegada al dia, ja que cada cop que l'utilitza es desmaia; i, per acabar, una paladina (Darkness), que no té ni la mínima precisió en el combat i l'espasa, a més de ser una masoquista, ja que gaudeix de manera eròtica quan l'ataquen, malgrat que té una elevadíssima resistència com a punt fort. Per culpa dels membres disfuncionals del seu equip, en Kazuma pateix una i mil desventures en aquest món en què creia que seria considerat pràcticament un enviat diví i ràpidament abandona la idea de derrotar el Rei Dimoni. Per tant, mirarà d'amassar fortuna, per així viure una vida plena de luxes, tot i que finalment no para de trobar-se que les circumstàncies de la seva vida diària el forcen a ell i a les seves companyes a passar milers de penúries al llarg de la travessia.

## Personatges

### Principals
Kazuma Satō (佐藤 和真, Satō Kazuma)
Seiyū: Jun Fukushima
És el protagonista principal de la sèrie. És un adolescent japonès de 16 anys el qual es converteix en Hikikomori després que la seva amiga de la infància de la secundària li trenqui el cor. És transportat a una realitat paral·lela de fantasia després de morir d'un xoc emocional, i força la deessa Aqua a acompanyar-lo després que el faci emprenyar amb la seva actitud. Després d'entrar al gremi dels aventurers en el món de fantasia, inicialment és assignat com a comerciant gràcies al seu atribut de bona sort, però demana ser assignat com un aventurer, que tot i ser una de les classes de rang més baix, li permet aprendre diverses habilitats d'altres classes, però a un cost incrementat. Aviat s'adona que el seu coneixement de la fantasia, només, no l'ajuda en una terra que constantment supera les seves expectatives. És un noi que només vol tenir un estil de vida fàcil i decent, tot i que també té l'hàbit d'actuar desinteressadament tot i les seves queixes (i a contracor, a la seva vida quotidiana es fica en una varietat de desafiaments no desitjats). Amb els seus poders, en Kazuma aprèn habilitats bàsiques com robar, arqueria, detecció de monstres i màgia bàsica. L'habilitat principal de Kazuma és "Steal", que li permet robar un objecte a l'atzar del seu oponent, però sorprenentment, sovint només li permet robar-ne la roba interior, en major part femenina.
Aqua (アクア, Akua)
Seiyū: Sora Amamiya
També coneguda com "La deessa de les festes", és una deessa de l'aigua la qual jutja les ànimes dels joves que moren al Japó per enviar-los a un nou món similar a un RPG, fins que en Kazuma se l'emporta. És una noia simple i energètica a qui li agrada rebre reverències pel seu estatus diví, i s'emociona fàcilment. Després d'entrar al gremi d'aventurers en el món de fantasia, és designada a la classe arxiprestessa pel gremi, però prefereix atacar directament en comptes de guarir els seus companys. Com a arxiprestessa i deessa, és poderosa contra dimonis i morts vivents, a més de ser capaç de reviure gent morta fa poc, i purificar les reserves d'aigua. En lloc d'aprendre habilitats que beneficiarien el grup, gasta la majoria dels seus punts d'habilitats en aprendre bromes i trucs per fer als seus companys. Tot i que normalment atrau els problemes, l'Aqua té molt bon cor, però normalment portar més mal que bé en els seus intents de fer les coses millor.
Megumin (めぐみん)
Seiyū: Rie Takahashi
És una arximaga descendent de la raça dels Dimonis Carmesins (poderosos humanoides amb cabells negres i ulls vermells, a més de tenir característiques de chūnibyō). És una noia molt dramàtica que parla un antic dialecte japonès, i du un pegat a l'ull tot i tenir els dos ulls normals. Tot i que és una arximaga, només pot utilitzar un encanteri anomenat "Explosió". És conegut com l'encanteri ofensiu més poderós del món, i desfà i destrueix qualsevol cosa en una gran àrea. Malgrat això, només pot usar-lo un cop al dia, ja que drena gairebé tot el seu mannà immediatament després d'utilitzar-lo. La Megumin es nega a aprendre cap altre encanteri, tot i la insistència d'en Kazuma. Agressiva i competitiva, en Kazuma la considera el segon membre més problemàtic de l'equip.
Darkness (ダクネス, Dakunesu)
Seiyū: Ai Kayano
El seu nom verdader és Lalatina Dustiness Ford (ダスティネス・フォード・ララティーナ, Dasutinesu Fōdo Raratīna), i és una altra aventurera que té problemes per trobar un equip, com la Megumin. És una paladina de 18 anys amb poderoses qualitats d'atac i defensa, però li falta la precisió d'encertar en els atacs. Té una gran resistència i és capaç de resistir molts cops, que entoma possiblement pel fet que és masoquista; de fet, somia rebre cops devastadors de monstres o casar-se amb un marit abusador. Malgrat aquest fetitxisme, té un cor noble, i es preocupa profundament pels seus amics i de ser-ne un bon model per bé que les seves tendències masoquistes acostumen a ficar-se pel mig. Al llarg de la saga es revelarà que és d'ascendència noble, de la influent família Dustiness, i que es va convertir en paladina oposant-se als desitjos paterns.
Eris (エリス, Erisu)
Seiyū: Ayaka Suwa
La deessa de la fortuna Eris és la deïtat patrona del món RPG on viu en Kazuma. En Kazuma la coneix després d'una desafortunada mort, i ràpidament se'n queda fascinat. Tot i que la seva feina és reencarnar gent que mor a aquell món, fa una excepció amb en Kazuma perquè l'Aqua el va curar, i li permet de reviure. Té bon cor però sovint l'Aqua li fa passar vergonya, ja que n'està gelosa perquè té molts més seguidors malgrat ser una deessa de classe menor.
Wiz (ウィズ, Wizu)
Seiyū: Yui Horie
És una antiga aventurera que havia estat famosa per tot el país. Per raons desconegudes, es converteix en una bruixa "lich" i decideix obrir una botiga a Axel, la ciutat dels principiants. A més a més, és una de les generals del Rei Dimoni i té cura de la barrera del castell reial. Però, malgrat la seva posició com a general del rei, realment no està involucrada en l'exèrcit i és una ànima noble; es manté neutral i no ataca ningú que no sigui un aventurer o cavaller. Es troba en pobresa perpètua a causa de les seves qüestionables decisions empresarials i també pel fet que molt poca gent aprecia l'alta qualitat dels objectes que fa en una àrea de principiants. Temps després, la seva botiga és gestionada per un exgeneral del Rei Dimoni, Vanir, que la tractarà com una treballadora esclavitzada.

### Generals del Rei Dimoni
Verdia (ベルディア, Berudia)
Seiyū: Hiroki Yasumoto
El Dullahan és un dels generals de l'exèrcit del Rei Dimoni que va ser enviat a investigar una "Llum Brillant" que va descendir prop d'Axel, la ciutat dels principiants. Mentre residia en un castell abandonat, ell personalment va a la ciutat després d'enfurismar-se per la invocació diària de màgia d'explosió a casa per part de l'arximaga Megumin. Tot i convertir-se en un monstre després de la seva mort injusta, és sorprenentment honorable, de la qual cosa només serveix perquè s'enfadi més després de conèixer al grup principal. És feble contra l'aigua i és derrotat per la màgia de purificació d'Aqua.
Vanir (バニル, Baniru)
És un altre dels generals del Rei Dimoni: Vanir "El Duc de l'Infern". Després d'apoderar-se del calabós de Keele i ser derrotat per l'equip d'en Kazuma, acaba treballant a la botiga de la Wiz amb l'objectiu de reunir diners per complir el seu somni: tenir un calabós digne d'ell i finalment morir a mans d'un grup de poderosos aventurers després d'una llarga i esgotadora batalla.
Hans (ハンス, Hansu)
Un dels generals del Rei Dimoni, Hansu és "slime" verinós que, cansat de l'assetjament per part dels devots de l'ordre de Axis, maquina un atemptat contra les aigües termals de Alcanretia. Tot i ser vençut per l'equip de Kazuma i Wiz, la seva missió acaba reeixint per culpa d'Aqua, que s'esforça tant en la purificació de les aigües termals que acaba convertint-les en simple aigua calenta.
Sylvia (シルヴィア, Shiruvia)
Shiruvia, general del Rei Dimoni, apareix com a antagonista a la cinquena novel·la i és una quimera. Va ser enviada donada la seva resistència a la màgia a atacar la llar dels dimonis carmesí, una raça de mags d'alt nivell als que menysprea pel seu ús freqüent de la màgia. Com a quimera, és capaç d'annexar parts de criatures, i fins i tot d'eines, cosa que al final li permet, fins i tot, formar part d'una eina anti-mags. D'altra banda, no té un gènere definit, perquè tot i que té aparença femenina, s'ha fet referència al fet que també té "certes parts" d'home. En el seu estat mes poderós, acaba sent derrotada per una arma anti-mags similar a un canó de rail, que va requerir de màgia divina i la totalitat de màgia de Megumin per carregar-se.
Wolbach (ヲルバク, Worubaku)
És una de les generals del Rei Dimoni. Té la categoria de Déu maligne, apareix en les novel·les spin-off de Megumin i en el volum 9 de la novel·la original. La seva història pot ser que sigui la mes enrevessada donada la seva connexió directa i indirecta amb Megumin, però es pot dir que és qui li va ensenyar màgia explosiva, així com qui "crear" la mascota Chomusuke. Se li va donar la tasca de destruir un fort proper a la capital, i ho hagués aconseguit atès que era capaç d'usar màgia explosiva i teletransport cada dia per danyar-lo diàriament. No obstant això, la combinació entre les habilitats semi útils d'Aqua, més el contraatac de Megumin van acabar en la seva derrota.
Ragcraft (ラグクラフット, Ragukurafutto)
És un altre dels generals del Rei Dimoni. És un "doppleganger"", capaç de prendre aparences de forma perfecta. Durant anys, va estar infiltrat a la capital d'Elroad, un regne aliat, però va acabar convertint-se en un membre de la seva societat amb un càrrec important en l'economia. En algun moment, va decidir tornar a ajudar al Rei dimoni tallant els subministraments del regne de Belzerg, però el seu pla va ser frustrat per l'equip d'en Kazuma en el volum 10 de la novel·la. Al final, és fàcilment derrotat per l'Iris.

### Secundaris
Yunyun (ゆんゆん)
Seiyū: Aki Toyosaki
Era la companya de classes de la Megumin i la filla d'el líder dels Dimonis Carmesí. Té una personalitat normal i s'allunya dels seus companys chūnibyō. Una arximaga molt hàbil que fa servir la rivalitat amb la Megumin com una excusa per crear amistat. És una de les protagonistes principals en les novel·les spin-off.
Chris (クリス, Kurisu)
Seiyū: Ayaka Suwa
És una lladre que resulta ser la millor amiga de la Darkness abans que conegués en Kazuma i a la resta. És energètica, però també entremaliada, s'ofereix a ensenyar-li a en Kazuma algunes habilitats útils; però és ràpidament avergonyida perquè ell després va utilitzar el seu recentment après "Steal" en ella, robant la seva roba interior. Després va guardar els seus diners un cop que la seva cartera fos robada per en Kazuma. Deixa la ciutat inicial; aparentment a causa que el seu senpai posa moltes responsabilitats en ella.
Kyōya Mitsurugi (御剣 響夜, Mitsurugi Kyōya)
Seiyū: Takuya Eguchi
Un altre humà que també va ser enviat a aquest món per Aqua. Ell va rebre una espasa maleïda coneguda com a Gram, ja que la va triar quan va entrar, però la perd contra en Kazuma, el qual fa servir les seves habilitats de robatori per treure-li després vendre-la.
Luna (ルナ, Runa)
Seiyū: Sayuri Hara
Part de l'equip del gremi i un dels primers individus amb els quals en Kazuma va interactuar. Es tracta d'una dona amb bastant sentit comú, malgrat que és estranya en aquest món. És la que atén als aventurers que entren al gremi.
Rufian (荒くれ者, Arakuremono)
Seiyū: Tetsu Inada
La primera persona amb la qual en Kazuma parla a la sala del gremi d'Axel.

## Contingut de l'obra

### Novel·la lleugera
La sèrie original de novel·la web escrita per Natsume Akatsuki fou publicada a Syosetsu entre el mes de desembre de 2012 i l'octubre de 2013. El autor también escribió un gaiden mostrando a Wiz y Vanir. Una versió de novel·la lleugera il·lustrada per Kurone Mishima va començar a publicar-se a mans de la impremta de Kadokawa Shōten des de l'1 d'octubre de 2013, amb vuit volums publicats fins l'1 de gener de 2016. La novel·la lleugera divergeix significativament de la trama de la novel·la web des del volum sis cap endavant, i també mostra canvis en les edats dels personatges.
Una sèrie spin-off de novel·les lleugeres, també es escrita i il·lustrada per Akatsuki i Mishima respectivament, titulada Kono Subarashii Sekai ni Bakuen o! (この素晴らしい世界に爆焔を!, lit. ‘Explosions per a aquest meravellós món!’), la qual pren lloc un any abans de la sèrie principal i concentrant-se en la Megumin, va començar la seva publicació l'1 de juliol de 2014, amb tres volums publicats fins l'1 de juny de 2015. Una seqüela titulada Zoku: Kono Subarashii Sekai ni Bakuen o! (続・この素晴らしい世界に爆焔を!, lit. ‘Seqüela: Explosions per a aquest meravellós món!’) va començar a publicar-se des del 28 de desembre de 2016. Una altra sèrie spin-off mostrant a en Vanir titulada Kono Kamen no Akuma ni Sōdan o! (この仮面の悪魔に相談を!, lit. ‘Demanant consell al Dimoni Emmascarat!’) fou publicada l'1 d'abril de 2016.

#### Llista de volums

##### Kono Subarashii Sekai ni Shukufuku o!
| Vol. | Títol | Data de publicació    | ISBN Original          |
| ---- | --- | --------------------- | ---------------------- |
| 1    | Ah, quina deessa més inútil (あぁ、駄女神さま, Aa, Da Megami-sama)                                       | 1 d'octubre de 2013   | ISBN 978-4-04-101020-4 |
| 2    | Tot i que sigui chūnibyō, vull ser una bruixa! (中二病でも魔女がしたい！, Chūnibyō Demo Majo ga Shitai!) | 1 de desembre de 2013 | ISBN 978-4-04-101110-2 |
| 3    | Et criden, Darkness (よんでますよ、ダクネスさん。, Yondemasu yo, Dakunesu-san)                           | 1 de març de 2014     | ISBN 978-4-04-101242-0 |
| 4    | El quartet inútil (鈍ら四重奏～ナマクラカルテット～, Namakura Karutetto)                                 | 1 de maig de 2014     | ISBN 978-4-04-101570-4 |
| 5    | Endavant, màgia carmesina d'explosió! (爆裂紅魔にレッツ＆ゴー！！, Bakuretsu Kurenai Mani Rettsu & Gō!!) | 1 de setembre de 2014 | ISBN 978-4-04-101571-1 |
| 6    | La princesa de les sis flors (六花の王女, Rokka no Ōjo)                                                  | 1 de març de 2015     | ISBN 978-4-04-102267-2 |
| 7    | 110 milions de promeses (億千万の花嫁, Okusenman no Hanayome)                                            | 1 de setembre de 2015 | ISBN 978-4-04-103539-9 |
| 8    | El culte d'Axis vs. El culte d'Eris (クシズ教団ＶＳエリス教団, Akushizu Kyōdan vs Erisu Kyōdan)          | 1 de gener de 2016    | ISBN 978-4-04-103540-5 |
| 9    | El destí carmesí (紅の宿命, Kurenai no Shukumei)                                                         | 1 de juliol de 2016   | ISBN 978-4-04-104992-1 |
| 10   | Gamble Scramble! (ギャンブル・スクランブル!, Gyanburu Sukuranburu!)                                      | 1 de novembre de 2016 | ISBN 978-4-04-104992-1 |

##### Kono Subarashii Sekai ni Bakuen o!
| Núm. | Títol                                                                           | Data de publicació    | ISBN                   |
| ---- | ------------------------------------------------------------------------------- | --------------------- | ---------------------- |
| 1    | El torn de la Megumin (めぐみんのターン, Megumin no Tān)                        | 1 de juliol de 2014   | ISBN 978-4-04-101866-8 |
| 2    | El torn de la Yunyun (ゆんゆんのターン, YunYun no Tān)                          | 1 de desembre de 2014 | ISBN 978-4-04-102438-6 |
| 3    | El torn del parell més fort! (ふたりは最強！のターン, Futari wa Saikyō! no Tān) | 1 de juny de 2015     | ISBN 978-4-04-103100-1 |

###### Zoku: Kono Subarashii Sekai ni Bakuen o!
| Núm. | Títol                                                                       | Data de publicació     | ISBN                   |
| ---- | --------------------------------------------------------------------------- | ---------------------- | ---------------------- |
| 1    | Som la quadrilla Megumin (我ら、めぐみん盗賊団, Warera, Megumin Tōzoku-dan) | 28 de desembre de 2016 | ISBN 978-4-04-104991-4 |

##### Kono Kamen no Akuma ni Sōdan o!
| Núm. | Data de publicació | ISBN                   |
| ---- | ------------------ | ---------------------- |
| 1    | 1 d'abril de 2016  | ISBN 978-4-04-104293-9 |

### Manga
Una adaptació al manga dibuixat per Masahito Watari v començar a serialitzar-se a la revista Dragon Age des del 9 d'octubre de 2014. 5 volums tankōbon han estat publicats fins al 9 de març de 2017.

#### Volums

##### Kono Subarashii Sekai ni Shukufuku o!
| Núm. | Data de publicació    | ISBN                   |
| ---- | --------------------- | ---------------------- |
| 1    | 9 d'abril de 2015     | ISBN 978-4-04-070539-2 |
| 2    | 5 de desembre de 2015 | ISBN 978-4-04-070782-2 |
| 3    | 9 de març de 2016     | ISBN 978-4-04-070834-8 |
| 4    | 9 de setembre de 2016 | ISBN 978-4-04-072019-7 |
| 5    | 9 de març de 2017     | ISBN 978-4-04-072212-2 |

##### Kono Subarashii Sekai ni Bakuen o!
| Núm. | Títol                  | ISBN                   |
| ---- | ---------------------- | ---------------------- |
| 1    | 23 de desembre de 2016 | ISBN 978-4-04-068595-3 |
| 2    | 23 de gener de 2017    | ISBN 978-4-04-068818-3 |

##### Kono Subarashii Sekai ni Shukufuku o! Kappo re!
| Núm. | Data de publicació  | ISBN                   |
| ---- | ------------------- | ---------------------- |
| 1    | 14 de gener de 2017 | ISBN 978-4-04-734416-7 |

### Anime
Una adaptació a sèrie d'anime produïda per Studio Deen va ser emesa entre el 13 de gener i el 16 de març de 2016 a Tòquio MX. La sèrie va ser dirigida per Takaomi Kanasaki, escrita per Makoto Uezu i compta amb disseny de personatges de Koichi Kikuta. Un OVA va ser llançat juntament amb el novè volum de la novel·la lleugera d'en juny de 2016. El tema d'obertura és "Fantastic Dreamer" interpretat per Machico, mentre que el tema de tancament és "Chīsana Bōken-sha" (ちいさな冒険者, lit. ‘Petits aventurers’), el qual és interpretat per Sora Amamiya (Aqua), Rie Takahashi (Megumin) i Ai Kayano (Darkness). Una segona temporada es va emetre entre l'11 de gener i el 15 de març de 2017. Un OVA estarà al costat del desè segon volum de la novel·la lleugera al juliol de 2017. El tema d'obertura de la segona temporada és "Tomorrow" interpretat per Machico, mentre el de tancament és "Ouchi ni Kaeritai" (お家に帰りたい, lit. ‘Vull tornar a casa’) interpretat per Sora Amamiya (Aqua), Rie Takahashi (Megumin) i Ai Kayano (Darkness).

#### Llista d'episodis

##### Primera temporada
| Núm. | Títol | Data d'emissió al Japó |
| ---- | --- | ---------------------- |
| 1    | «Aquesta deessa autoproclamada i la reencarnació a un altre món!» «Kono Jishō Megami to Isekai Tensei o!» (この自称女神と異世界転生を！)                    | 13 de gener de 2016    |
|      | |                        |
| 2    | «Una explosió per a aquesta chūnibyō!» «Kono Chūnibyō ni Bakuen o!» (この中二病に爆焔を!)                                                                   | 20 de gener de 2016    |
|      | |                        |
| 3    | «Un tresor (calcetes) en aquesta mà dreta!» «Kono Migite ni Otakara (Pantsu) o!» (この右手にお宝（ぱんつ）を!)                                              | 27 de gener de 2016    |
|      | |                        |
| 4    | «Màgia explosiva contra aquest enemic formidable!» «Kono Kyōteki ni Bakuretsu Mahō o!» (この強敵に爆裂魔法を！)                                             | 3 de febrer de 2016    |
|      | |                        |
| 5    | «El preu d'aquesta espasa maleïda!» «Kono Maken ni o Nedan o!» (この魔剣にお値段を！)                                                                       | 10 de febrer de 2016   |
|      | |                        |
| 6    | «El final d'aquesta baralla sense sentit!» «Kono Rokudemonai Tatakai ni Ketchaku o!» (このろくでもない戦いに決着を！)                                       | 17 de febrer de 2016   |
|      | |                        |
| 7    | «Una segona mort en aquesta estació gèlida!» «Kono Kogoe-sōna Kisetsu ni Nidome no Shi o!» (この凍えそうな季節に二度目の死を！)                             | 24 de febrer de 2016   |
|      | |                        |
| 8    | «Una mà caritativa per a aquest grup que no podrà sobreviure a l'hivern!» «Kono Fuyu o Kosenai Ore-tachi ni Ai no Te o!» (この冬を越せない俺達に愛の手を！) | 2 de març de 2016      |
|      | |                        |
| 9    | '«Benediccions a aquesta meravellosa botiga!» «Kono Subarashii Mise ni Shukufuku o!» (この素晴らしい店に祝福を！)                                           | 9 de març de 2016      |
|      | |                        |
| 10   | «Una última flama per aquesta fortalesa absurda!» «Kono Rifujin na Yōsai ni Shūen o!» (この理不尽な要塞に終焔を！)                                          | 16 de març de 2016     |
|      | |                        |
| OVA  | «Benediccions a aquest meravellós collaret!» «Kono Subarashī Chōkā ni Shukufuku o!» (この素晴らしいチョーカーに祝福を！)                                    | 24 de juny de 2016     |
|      | |                        |

##### Segona temporada
| Núm. | Títol | Data d'emissió al Japó |
| ---- | --- | ---------------------- |
| 1    | Rescateu-me d'aquesta injustícia judicial! Kono Futō na Saiban ni Kyūen o! (この不当な裁判に救援を！)                    | 12 de gener de 2017    |
|      | |                        |
| 2    | Un amic per a aquesta noia dimoni carmesí! Kono Kōma no Musume ni Yūjin o! (この紅魔の娘に友人を！)                      | 19 de gener de 2017    |
|      | |                        |
| 3    | Pau per l'amo d'aquest laberint! Kono Meikyū no Aruji ni Yasuragi o! (この迷宮の主に安らぎを!)                           | 26 de gener de 2017    |
|      | |                        |
| 4    | Un promès per aquesta filla noble! Kono Kizoku no Reijō ni Ryōen o! (この貴族の令嬢に良縁を！)                           | 2 de febrer de 2017    |
|      | |                        |
| 5    | Servitud per aquest cavaller emmascarat! Kono Kamen no Kishi ni Reizoku o! (この仮面の騎士に隷属を！)                    | 9 de febrer de 2017    |
|      | |                        |
| 6    | Adéu a aquest irritant món dels vius! Kono Wazurawashī Gaikai ni Sayonara o! (この煩わしい外界にさよならを!)             | 16 de febrer de 2017   |
|      | |                        |
| 7    | Una invitació per aquest cap d'artell! Kono Futebuteshī Namakura ni Shōtai o! (このふてぶてしい鈍らに招待を！)           | 23 de febrer de 2017   |
|      | |                        |
| 8    | Turisme en aquesta lamentable ciutat! Kono Itaitashī Machi ni Kankō o! (この痛々しい街に観光を！)                        | 2 de març de 2017      |
|      | |                        |
| 9    | Una deessa per aquesta corrupta ciutat d'aigües termals! Kono Fujō na Onsengai ni Megami o! (この不浄な温泉街に女神を！) | 9 de març de 2017      |
|      | |                        |
| 10   | Benediccions a aquest meravellós grup! Kono Subarashii Nakama-tachi ni Shukufuku o (この素晴らしい仲間たちに祝福を！)    | 16 de març de 2017     |
|      | |                        |
| OVA  | Una benedicció a aquest meravellós art! Kono subarashī geijutsu ni shukufuku o! (この素晴らしい仲間たちに祝福を！)       | 24 de juliol de 2017   |
|      | |                        |

### Altres obres derivades
Un videojoc de PC, titulat Kono Subarashii Sekai ni Shukufuku o! in the life!, va ser desenvolupat pel creador del joc Tachi i va ser inclòs en el primer disc Blu-ray/DVD de l'anime publicat el 25 de març de 2016. El joc va ser desenvolupat utilitzant el software RPG Tsukūru VX.